# Giovanni Inghirami

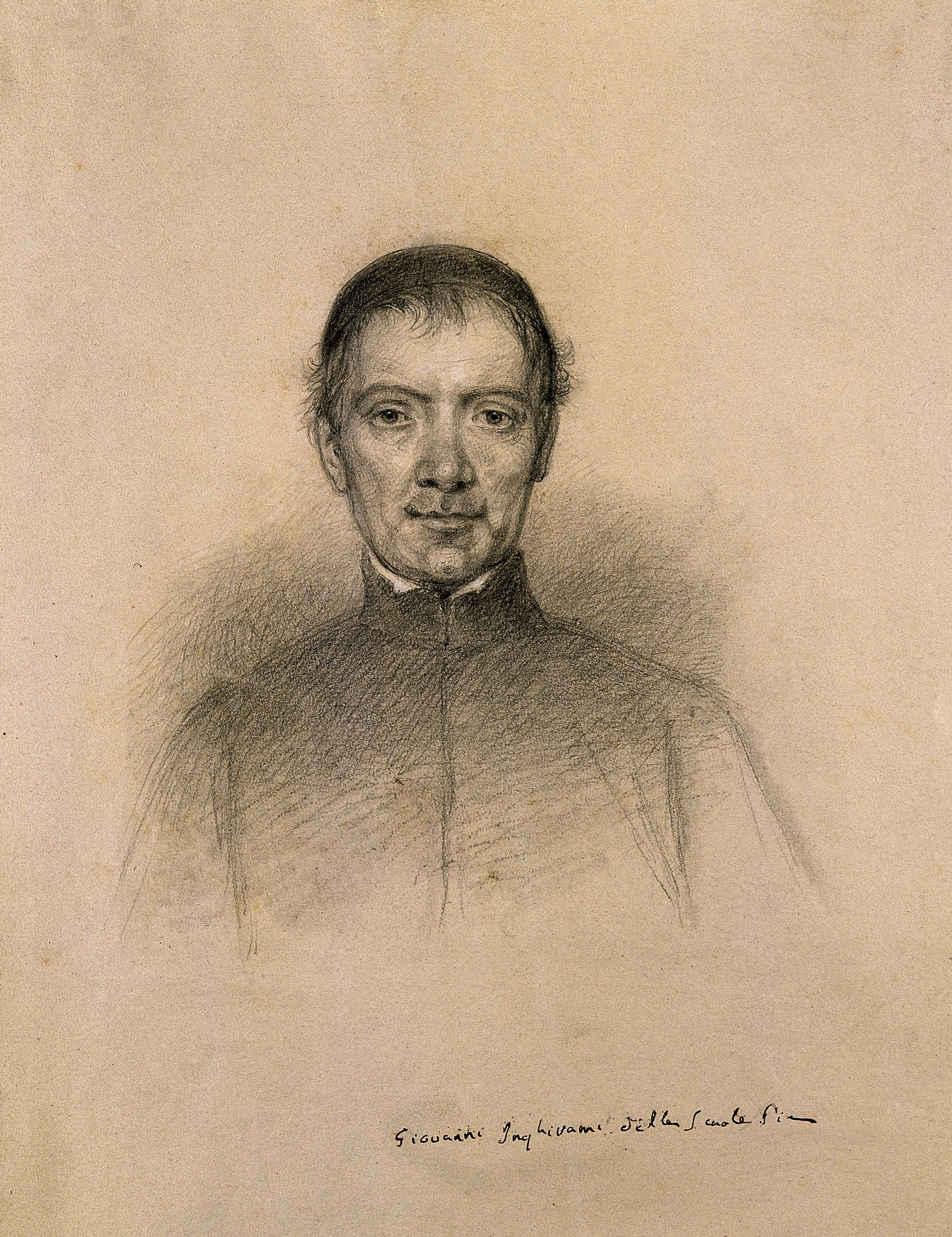
Giovanni Inghirami

Giovanni Inghirami, född 26 april 1779 i Volterra, död 15 augusti 1851 i Florens, var en italiensk astronom. Han var bror till Francesco Inghirami och tillhörde samma släkt som Curzio Inghirami. 
Inghirami, som var professor och föreståndare för observatoriet vid Ximenez-institutet i Florens och professor i astronomi vid Collegio San Giovannino där, vann europeisk ryktbarhet genom sina Effemeridi dell'occultazione delle piccole stelle sotto la luna (1809–1830) och Effemeridi di Venere et Giove all'uso dei naviganti, pel meridiano di Parigi (1821–1824) samt utarbetade en förträfflig Carta geometrica della Toscana (1830).